# کلوولی
کلوولی (به انگلیسی: Clovelly) یک منطقهٔ مسکونی در بریتانیا است که در Torridge واقع شده است. کلوولی ۴۴۳ نفر جمعیت دارد.